# くーまん
くーまんは、東京都千代田区一番町に本社を置く株式会社ドラコミュニケーションズ（Dora communications, INC.）が作成した熊のキャラクターである。ソフトバンク、NTTドコモ（以下ドコモ）、au（KDDI・沖縄セルラー電話連合）の3キャリアで有料公式サイト「くーまん★でふ」（税込月額：315円）が展開され、他企業とのコラボレーション等の展開をしている。
本項では、ソフトバンク（旧：ソフトバンクモバイル←ボーダフォン←J-フォン）が販売した東芝製携帯電話端末の待ち受けキャラクターに採用され、以後、富士通製・ドコモ向け、富士通モバイルコミュニケーションズ（旧：富士通東芝モバイルコミュニケーションズ、以下富士通モバイル・富士通東芝）製・au／ソフトバンク向けのAndroid搭載スマートフォンおよび携帯電話にもマチキャラ・ガジェット・アプリで搭載されている「くーまんの部屋」等のアプリについても記載する。

## キャラクターとしてのくーまん

### 概要
- 星の輪熊のこども。
- 身長15cm、手乗り大。
- 性別は男の子。
- 後頭部に☆があるが、いつも帽子や頭巾を着用しているので見えない。
- 誕生日は七夕（7月7日）。
- 一人称は「くーまん」（「くーまん、嬉しいでふ！」等）。
- 語尾が「でふ」「まふ」（「はじめましてでふ」や「おねがいしまふ～」等）。
- 自由気ままな性格。
- おもりおもちゃ（カメ車等）とよく遊んでおり、それを使って旅行へ行くこともある（後述）。
- 家族構成は父（くーぱぱ）と母（くーまま）の三人家族。
- 不思議界の小さい村在住。

### くーまんの周りのキャラクター達
くーぱぱ
体長：50センチ位
職業：不思議界洋服屋勤務
性格：かなりドジ、空回り
自称：ダンディー（ダンディズムを追究しており、ダンディーにはまずひげが必要と考える）
目標：かっこいいぱぱ
自慢:素敵になびくスカーフ、キリッと立った三本の毛
苦手なもの:虫（内緒で、くーまんにも言わないように言っている。しかしバレている）
待受くーまんにおいて、くーまんの旅行中、くーまんの父である「くーぱぱ」がくーまんの代わりに待受画面に出る。
くーまま
体長：50センチ位
職業：主婦
性格：家事をしている時、途中で忘れて次のことを始めてしまうことがある。結構動じない。
趣味：家事
くーぱぱとの馴れ初めは、くーぱぱの一目惚れで出会った。
かめ車さん
くーまんのお守りをする、亀に車輪がついた形をしたおもちゃ。自由奔放に行動するくーまんを必ず家に連れ返すことから、くーぱぱ・くーままから信頼されている。
ぴーよ
くーまんのお守りをするおもちゃ。ひよこの形をしている。しかし、くーまんのお守りは嫌い。
プカ
お風呂においてくーまんのお守りをするおもちゃ。魚の形をしていて、尻尾のお守りでバタバタと泳ぐ。しかし不良品のため、たまに沈む。
旅がえるさん
くーまんの住む「小さい村」に於いて有名人の旅人。くーまんのあこがれ。
うーちゃ
くーまんの友達で、おっとりしたちょっと変わった女の子。
まりもむし
蝸牛のような外見をした虫。渦巻の部分がまりもになっており、彼自身の居住スペースとなっている。動きが面白いという理由で、くーまんから好かれている。
針なしハチ
蜂であるが、尻に付いている針が柔らかく、相手を刺すことができないため、くーまんにからかわれている。
黄いろとり
黄色いものがある所にしかいない鳥。臆病で、危機が迫ると身体を丸め黄色い玉に変身する。
歌すずめ
歌がとても上手な雀。その歌声はくーまんも聴き入ってしまうほど。
かわうお
くーまんのお気に入りの森にある川に棲む魚。何でも口に入れるが、すぐに出してしまう。
くも兄弟
にじくもと呼ばれる種族の兄弟。左に大きい雲（兄）、右に小さい雲（弟）がいる。普段は空を浮遊して過ごし、雨上がりに虹をかける。
モンキーウクレレ
元々はくーぱぱの持っていたウクレレ。くーまんが弦を切ってしまったため、くーまんのおもちゃに。
犬ボール
ボールの形に、耳と目が付いている生き物。行き先不明のため、まともに玉つきをさせてくれない。名前を呼ぶと帰ってくる。
青木さん一家
青木ぱぱ、青木まま、青木モモちゃんの3人家族。ぱぱはサラリーマン、ままは元キャリアウーマンの専業主婦。くーまんの地球上での居候先である。

## 携帯電話とくーまん
本項では富士通と東芝の携帯電話について、富士通本体から発売された端末、および富士通東芝→富士通モバイルから発売された富士通ブランドと東芝ブランドの端末はいずれも富士通製として、旧東芝モバイルコミュニケーション社（以下MC社）時代に発売された端末のみを東芝製として扱う。したがって、富士通東芝から発売された東芝ブランドの端末は富士通製として扱う。

### 沿革
くーまんの人気を定着させたのが、携帯電話への進出である。
2003年、携帯電話画面にマスコットキャラクターを表示することを模索していた東芝の目にとまり、J-フォン時代のJ-T010に待ち受けキャラクターとして登場し、大人気となった。1年後には、ユーザーからの反響に応え開発したプリインストールアプリ、くーまんの部屋をV601Tに搭載。以後、2G端末から3G端末への移行時に、一時中断期があったものの、ボーダフォン→ソフトバンクを通じて搭載され続けてきた。
ソフトバンクの東芝MC社製最終機種であるX02Tはスマートフォンであったため、従来のくーまんの部屋は搭載されず、飛び出す絵本としての登場となった。
しかし東芝が携帯電話国内生産撤退、その後MC社を富士通に譲渡し後継会社として設立された富士通東芝が、事実上ソフトバンクから撤退してしまったことで、くーまんの新規搭載機種は途絶えてしまうことになった。
2011年春、富士通がドコモから発売したらくらくホンベーシック3にマチキャラとして復活。同時にソフトバンク以外のキャリアへの初進出を果たす。同年夏モデルF-09C、F-10C、F-11Cにもマチキャラとしてくーまんが搭載され、F-09Cでは3D表示機能を利用して「くーまんの部屋3D」として復活した。くーまんの部屋としては3年ぶりの復活となる。
2011年7月にはAndroidアプリとしての「くーまんの部屋」が、ドコモT-01C、auIS04向けにリリースされ、auにも初進出をする。
同年9月には、東芝ブランドで発売された最後の携帯電話、auIS11Tにスマートフォンアプリ版くーまんの部屋アプリを初めてプリインストールしリリース。
11月には、絵文字やFlash待ち受けをプリインストールした、auF001をリリースし、フィーチャーフォンでの国内携帯主要3社搭載を達成した。
2012年11月、同アプリがSoftBank 101Fに対応したことで、約3年ぶりのソフトバンク復活を果たし、同時にスマートフォンでも、国内携帯主要3社搭載を達成した。
2013年2月、SoftBank 201Fが、くーまんの部屋をプリインストールした状態で発売。前身の東芝が発売したSoftBank 821T以来、約5年ぶりにソフトバンクでのプリインストール機種の発売を果たした。

### 待受くーまん
待受くーまんとは、携帯電話の待受画面にくーまんを表示させる機能である。待受くーまん機能をONにすると、くーまんは待ち受け画面上でしゃべったり（文字表示）、歩き回ったり、尻尾を振ったり、寝転んだりする。その様な可愛らしい仕草から、ファンも多い。また、携帯電話の時計や、基地局からの位置情報により、日時、場所、季節に合わせて喋る内容や服が変わる。
- ステーションからの位置情報に基づき、都道府県ごとに異なるご当地言葉を喋る。
- 待受画面上に表示されるバッテリー残量などのアイコンやアンテナをくーまん仕様に変えることも出来る（搭載機種により異なる）。
- 携帯のスケジュール機能に内容を入れておくと、待受時等に教えてくれる。
- くーまんの部屋登場以降は、同アプリに内包されてきた。上述の一部ドコモ機種ではマチキャラとして、当機能のみをインストールされたものが存在する。
- スマートフォン版では、ウィジェットとして当機能が存在している。

### くーまんの部屋（フィーチャーフォン版）
くーまんの部屋は、携帯電話の画面にくーまんの部屋を表示する機能である。V601TやV501T以降の東芝製の携帯電話に搭載されている。なお、「くーまんメール」の通信費は一切発生しない。
- くーまんの部屋が搭載されてから、電話やメールなどの機能を使った回数に応じてトロフィーが、ある決まった操作をすることによって「たからもの」がもらえるようになった。トロフィーを手にいれると、ポスターやフレーム、服などのアイテムが付随してもらえる。
- アイテムはくーまんの部屋で保管することができ、部屋の模様替えや着替えもできる。また、くーまんに話しかける機能もある（後述「くーまんのおはなし」）。
- くーまんの部屋で「マイデータ登録」すると、くーまんが利用者の名前を呼んだり、誕生日や「大切な日」を祝ってくれる。
- しばしば、正午を目安にくーまんからの手紙（くーまんメール）が届く。また、そのメールボックスはくーまんの部屋からアクセス出来るが、3G機種からは通常のメールボックス内にも「くーまんフォルダ」として見られる様になった。
- 時々、くーまん以外の物やキャラが部屋の中や窓の外に出現する（搭載機種により異なる）。例えば Softbank 920T を例に挙げると、稀に王様の様な容姿をした「もう一人のくーまん（謎）」が、突如ポスターの前に現われ、そして長居せずに消える。
- 東芝MC社が富士通東芝になってから、ドコモでリリースされた富士通の機種には、一部機能が変更されたくーまんの部屋3Dが搭載されている。

くーまんの部屋搭載機種は、他にも以下のような機能が備わっている。
くーまんダウンロード
Toshiba User Club Site（以下TUCS）がほぼ週に一回更新され、そこでくーまんの新しい服や「動き」、「模様替え用の部屋」、「たからもの」等のアイテムをダウンロード出来る。
くーまんの絵日記（写真フレームや待ち受け画像と設定できる）もダウンロード可能。
また、くーぱぱの日記等もある。
ダウンロードしたアイテムは、メールに添付して第三者に送信出来る物もある（“季節もの”は転送不可能）。
但し、くーまん用のメモリーは少ない。新しいアイテムを手に入れるためには過去にダウンロードしたものを消すことになる。
TUCS for くーまんは、一部端末において2006年12月26日に更新と提供を終了した。別の一部機種でも2011年1月27日を以て更新を終えた。ドラコミュニケーションズの名義で、コンテンツの提供は続けられている。
くーまんの「動き」
TUCSにてダウンロード出来る「動き」は季節に応じた工夫がされたもので、季節ごとに3種類程度の特殊な動きを見ることが出来る。ダウンロード後、随時見せる動きは「おちば」「たいふうでふ」「スケート」「こいのぼり」などの名前で、そのものに因んだ動きとなっている。
くーまんの歳時記
くーまんはイベントごとにそのイベントに因んだ特殊な部屋、衣装に変わる。正月、クリスマス、（くーまん及び利用者の）誕生日等で、その際は言動と動きもいつもとは違うものになる。待受での衣装、部屋の中での細部や衣装が凝っているのも特色。また3Gでは、メニュー画面にもイベントに因んだアイテムが表示される。
くーまんの旅行
くーまんは時々急に旅行へ出かける。その際、くーまんの部屋終了後、どこに行くのか行き先を「くーまんメール」で知らせてくる。
特に予兆なく急に遠出し、行き先は温泉地であることが多い。戻って来る時に土産を持ってくる場合もあり、それはくーまんの部屋の「たからもの」の箱にしまって置かれる。大体は「くま」にちなんだ物である。
くーまんの旅行中は、くーぱぱがくーまんの代わりに待受画面に出る。
くーまんの旅行中、くーまんの部屋へ行くと「くーまんはいま旅行中です」や「くーまんはいません！」というメッセージが表示される。部屋の主であるくーまんが不在なので、着替えや写真撮影、変身など部屋でできる大半の機能は使えなくなる（くーまんが帰ってくると機能は復活）。
くーまんのメール
時々メールが送られる。返信は出来ない。内容は挨拶や旅行先からの報告、贈り物や部屋への訪問を催促したり、それに応えたことへのお礼等である。たまにアイテムが添付されており、待受画像やくーまんアイテム、メッセージカード等がもらえる。
くーまんのおはなし
東芝製のSoftBank 2G／Vodafone 2Gの携帯電話ではくーまんの部屋の中でくーまんと話せるという機能が付いている。くーまんの部屋で「お話」ボタンを押し、画面に向かって話しかけるとくーまんが画面にふきだしを介して返事をする（聞き取れない場合はくーまんが聞こえなかった旨を言う）。くーまんが幼児の設定のために聞き取れる言葉はそう多くなく、一語ずつはっきり言うことが必要である。
また、何故かは不明だが、3Gではおはなしの機能は搭載されていない。
後述のスマートフォン版くーまんの部屋で、グーグルの音声認識機能を応用し、マイクという名称で復活した。
くーまんの写真
くーまんの部屋では、くーまんの写真撮影が出来る。くーまんの方から写真撮影をお願いすることもある。
お楽しみ画像として、くーまんの部屋以外の場所（TVの前、居間、寝室、洗面所、台所、浴室等）で食事を取ったり、遊んだり、お風呂に入ったり、歯磨きや昼寝をするくーまんが時間帯ごとに撮れることもある。この背景は圏外や衣装に関係せずに出される。
衣装を着替えさせて撮影すると、その服に合わせてポーズが変わる。
部屋の外にいるくーまんの写真を撮ることも可能。その背景は都道府県ごとに異なり、それぞれの名所に変わる（基地局からの情報に基づく）。撮影した都道府県は、旅日記に記録され、確認をすることができる。また、日本一の場所や熊にかかわる地名、海外の特定地点でも背景が変化する。
基地局情報が上手く取れない場合、謎の場所（ロズウェル、猿のいる温泉、月面、お菓子の家等）にいるくーまんを撮影出来る。
背景はウェブサイトからダウンロードすることも出来る。ダウンロードされた背景は圏外か否かに関係なくランダムに出される。
撮った写真は、くーまんの部屋にある「アルバム」に保存され、一部機種ではメールに付けて送ることも可能である。
一部機種では利用者と写真を撮れる。
スマートフォン版では、お部屋とお外の2つから選択可能。以前は、ランダムで動いていたくーまんだが、この版からはくーまんをドラッグすることで、任意の位置に移動させることが可能。また、お外撮影での背景変化は、従来の基地局情報から、GPS測位とWi-Fi設置エリア情報の読み取りにより変化するよう改められた。このため、従来あった県境を跨いでいるが基地局が変わっていないため背景が変わらない、という問題点がかなり解消された。また、東芝製携帯の旅日記を引き継ぐことができる。

### くーまんの部屋（スマートフォン版）
Androidスマートフォン上で機能するアプリケーションとして、富士通がリリースしているスマートフォン用「くーまんの部屋」アプリ。
アプリは富士通製スマートフォンのみが対象で、プリインストールされている機種と、Google Playからのインストールで動作する機種とが存在する。
前述の機能のうち、トロフィー、動き、ダウンロード、アイテム、模様替えなどが廃止され、代わりに、あらかじめ用意されたアイテムのお部屋への飾り付け（模様替えの代替）、くーまんをタップ・スマホの向きを変えることでの反応（動きの代替）、おはなしが搭載されている。
また、東芝製携帯の「くーまんの写真」機能で記録した旅日記をminiSDカードを用いて転送すると、旅アルバム内の旅日記に引き継がれる。
前述の通り、インストールするとウィジェットとしてホームに待受くーまんを表示することができ、従来のように動き回ることはないが、様々な言葉をしゃべったり、持ち主に話しかけたりする。

### 搭載機種
くーまん関連の機能はJ-T010以降の東芝製の第二世代の携帯電話にはほぼ搭載されている。しかし、Vodafone 3Gの機種は、ユーザインタフェースの大幅な変更と共にくーまん関連機能を一時搭載しなくなった。SoftBank 910Tからは待受くーまんが、SoftBank 810Tからはお部屋機能も搭載されるようになり、ユーザーから好評を博している。
2012年発売のIS11Tからは、スマートフォン版くーまんの部屋アプリがプリインストールされた機種が発売されている。
くーまんを搭載している東芝製の携帯電話
- J-T010（お部屋機能なし）
- V301T（お部屋機能なし）
- V303T（お部屋機能なし）
- V401T（お部屋機能なし）
- V501T
- V502T
- V601T（壁紙の設定イラストとメール送受信なし）
- V602T（壁紙の待受アイコンなし）
- V603T（壁紙とメール送受信なし）
- V604T
- SoftBank 304T（お部屋機能なし）
- SoftBank 910T（お部屋機能なし）
- SoftBank 810T
- SoftBank 811T
- SoftBank 812T
- SoftBank 813T
- SoftBank 814T
- SoftBank 815T/815T PB
- SoftBank 820T
- SoftBank 821T
- SoftBank 822T
- SoftBank 823T
- SoftBank 824T
- SoftBank 830T
- SoftBank 831T
- SoftBank 911T
- SoftBank 912T
- SoftBank 920T
- SoftBank 921T

くーまんを搭載している富士通製の携帯電話
- F-09C
- F-10C（マチキャラ）
- F-11C（マチキャラ）
- F001（CDMA FJ001）
- F-02D
- F-04D
- F-06D/F-06D Girls'

くーまんを搭載している富士通製のスマートフォン
- REGZA Phone IS11T（CDMA TSI11）（部屋アプリプリセット）
- REGZA Phone T-01D[9]（デコメ絵文字のみ）
- ARROWS Kiss F-03D/F-03D Girls'（デコメ絵文字のみ）
- ARROWS X LTE F-05D（デコメ絵文字のみ）
- ARROWS ef FJL21（CDMA FJL21）（部屋アプリプリセット）
- ARROWS A SoftBank 201F（部屋アプリプリセット）
- ARROWS S EM01F（部屋アプリプリセット）

※スマートフォンにおいて上記以外の富士通製端末は富士通のメーカーサイトやGoogle Playからくーまんの部屋アプリをダウンロードする必要がある。

### 待ち受け機能以外でのくーまん
Yahoo!コンテンツストアにくーまんのケータイサイトがあり、待受くーまん機能がない携帯電話でも待ち受け画面をダウンロードすることができる。

## くーまん製作委員会
- ドラコミュニケーションズ
- ドラプロダクツマネジメント
- セガトイズ
- 博報堂DYメディアパートナーズ